# Montgaillard (Altos Pirenéus)
Montgaillard é uma comuna francesa na região administrativa de Occitânia, no departamento dos Altos Pirenéus. Estende-se por uma área de 9,64 km². Em 2010 a comuna tinha 867 habitantes (densidade: 89,9 hab./km²).